# Asamblea General de Uruguay
La Asamblea General es el órgano bicameral que ejerce el poder legislativo de la República Oriental del Uruguay. Está compuesto por la Cámara de Representantes y la Cámara de Senadores. Cuenta con un total de 129 miembros electos por sufragio universal, 99 representantes y 30 senadores, que actuarán separadas o conjuntamente, según las distintas disposiciones de la Constitución.

## Historia
El 6 de julio de 1828 , por iniciativa de Juan Antonio Lavalleja, se eligieron los delegados para integrar el entonces Parlamento de la Provincia Oriental del Río de la Plata. Como consecuencia de la Convención Preliminar de Paz, tal institución pasó a ser la Asamblea General Constituyente y Legislativa del Estado, y tuvo entre otros cometidos la redacción de la primera Constitución del país.
La Asamblea era unicameral, es decir que contaba únicamente con una sola cámara. Pero desde la entrada en vigencia de la Constitución 1830, el parlamento uruguayo pasó a ser bicameral, y así ha permanecido hasta nuestros días. Cambió la manera de elegir a sus miembros: durante el siglo XIX, el voto era reservado a una minoría, y los senadores representaban departamentos. Más adelante, se instauró el voto secreto y universal, y se reformuló la representatividad de los senadores, que son electos a nivel nacional. Durante mucho tiempo, la Asamblea General y las respectivas cámaras se reunieron en el Cabildo de Montevideo, hasta que se construyó e inauguró el Palacio Legislativo, en 1925.

## Integración
La Asamblea General es presidida por el Vicepresidente de la República y comienza sus sesiones el primero de marzo de cada año, sesionando hasta el 15 de diciembre, o solo hasta el 15 de septiembre, en caso de que haya elecciones, debiendo entonces la nueva Asamblea empezar sus sesiones el 15 de febrero siguiente. La Asamblea General se reúne en las fechas indicadas sin necesidad de convocatoria especial del Poder Ejecutivo. Preside sus sesiones y las de la Cámara de Senadores hasta la toma de posesión del Vicepresidente de la República, el primer titular de la lista de Senadores más votada del lema más votado.
Todos los senadores y diputados gozan de inmunidad parlamentaria; rara vez se ha pedido el desafuero de un legislador. Persiste la indefinición acerca de si la banca es del parlamentario o del sector político por el cual fue elegido; esto es patente en los casos en que un legislador se escinde de su sector o se cambia de partido, muy pocas veces renuncian a su banca. Como lo señala el constitucionalista Ruben Correa Freitas, solo un juicio político por faltas muy graves, puede dar motivo a la privación de una banca parlamentaria.

### Cámara Alta
El Senado está integrado por treinta senadores, más el vicepresidente, quien ejerce la Presidencia del Senado. 

### Cámara Baja
La Cámara de Representantes, por su parte, consta de noventa y nueve diputados.

#### Comisión Permanente
Está compuesta de cuatro senadores y siete representantes elegidos por el sistema proporcional, designados unos y otros, por sus respectivas Cámaras. Es la encargada de ejercer funciones durante el receso parlamentario.

## Organismos
- Institución Nacional de Derechos Humanos y Defensoria del Pueblo
- Comisionado Parlamentario para el Sistema Penitenciario

## Biblioteca
En su sede funciona la Biblioteca del Poder Legislativo, la segunda mayor biblioteca de Uruguay, con un acervo de aproximadamente 250.000 volúmenes de obras monográficas, a los que se suma una vasta colección de publicaciones periódicas.

## Galería

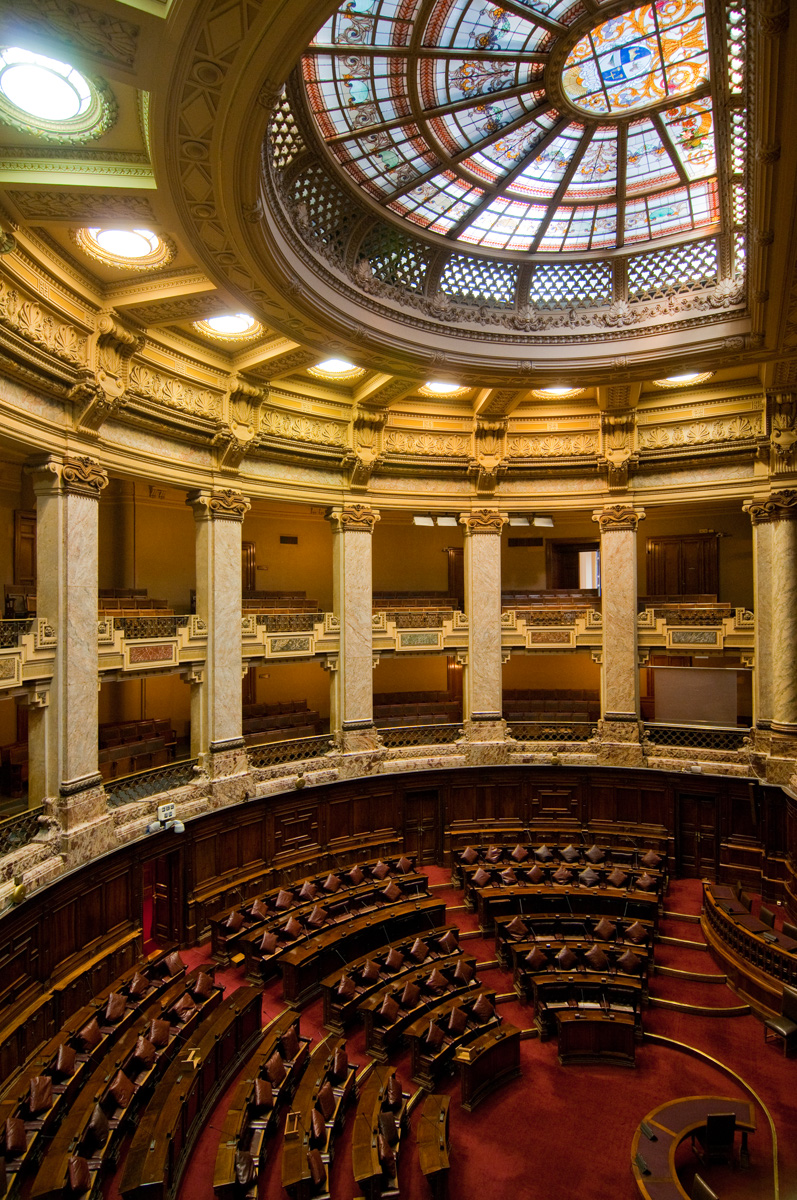
La Sala de sesiones de la Cámara de Representantes, es donde también se reúne la Asamblea General.
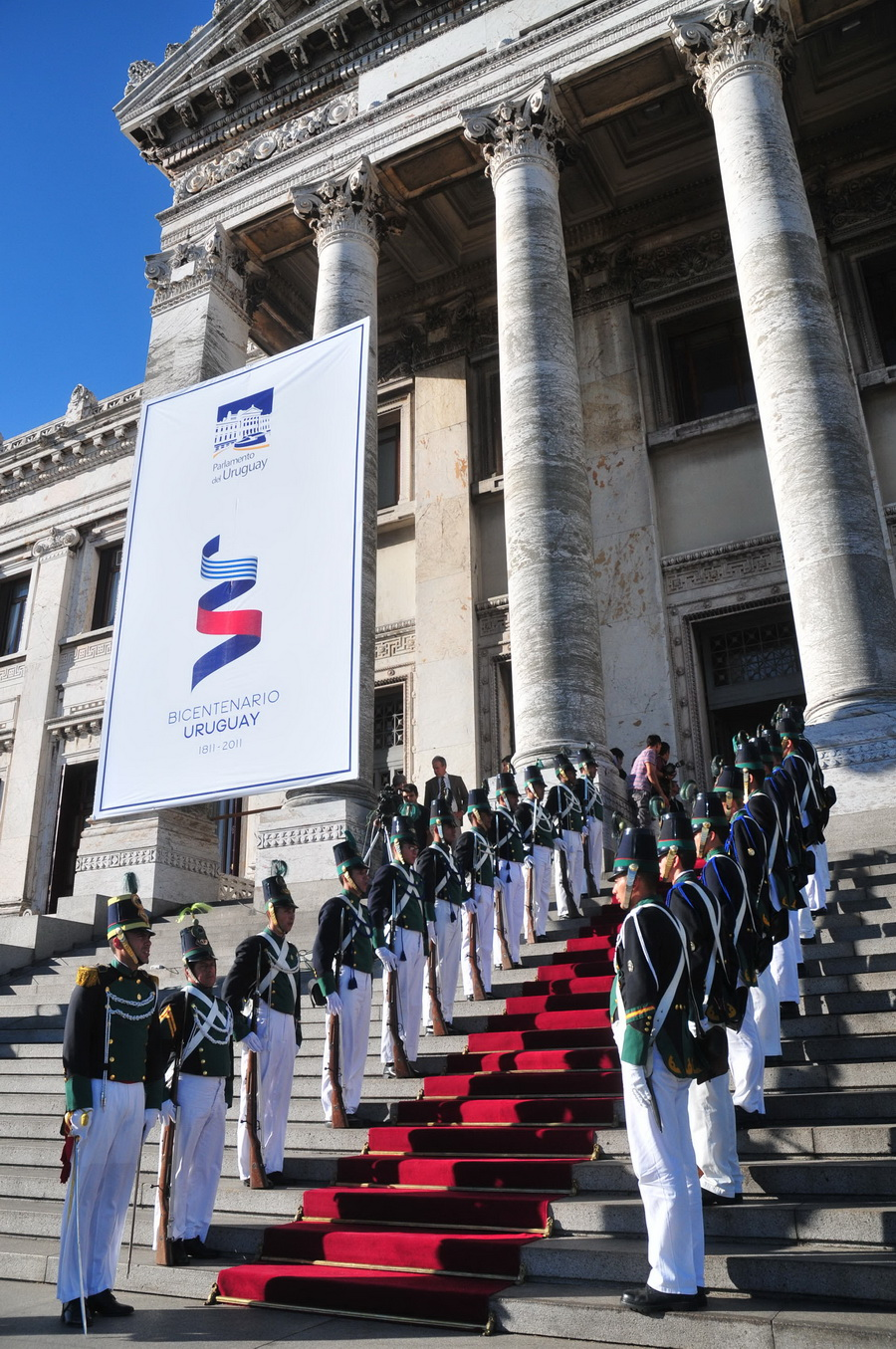
El Batallón Florida es el encargado de la custodia protocolar del Poder Legislativo.
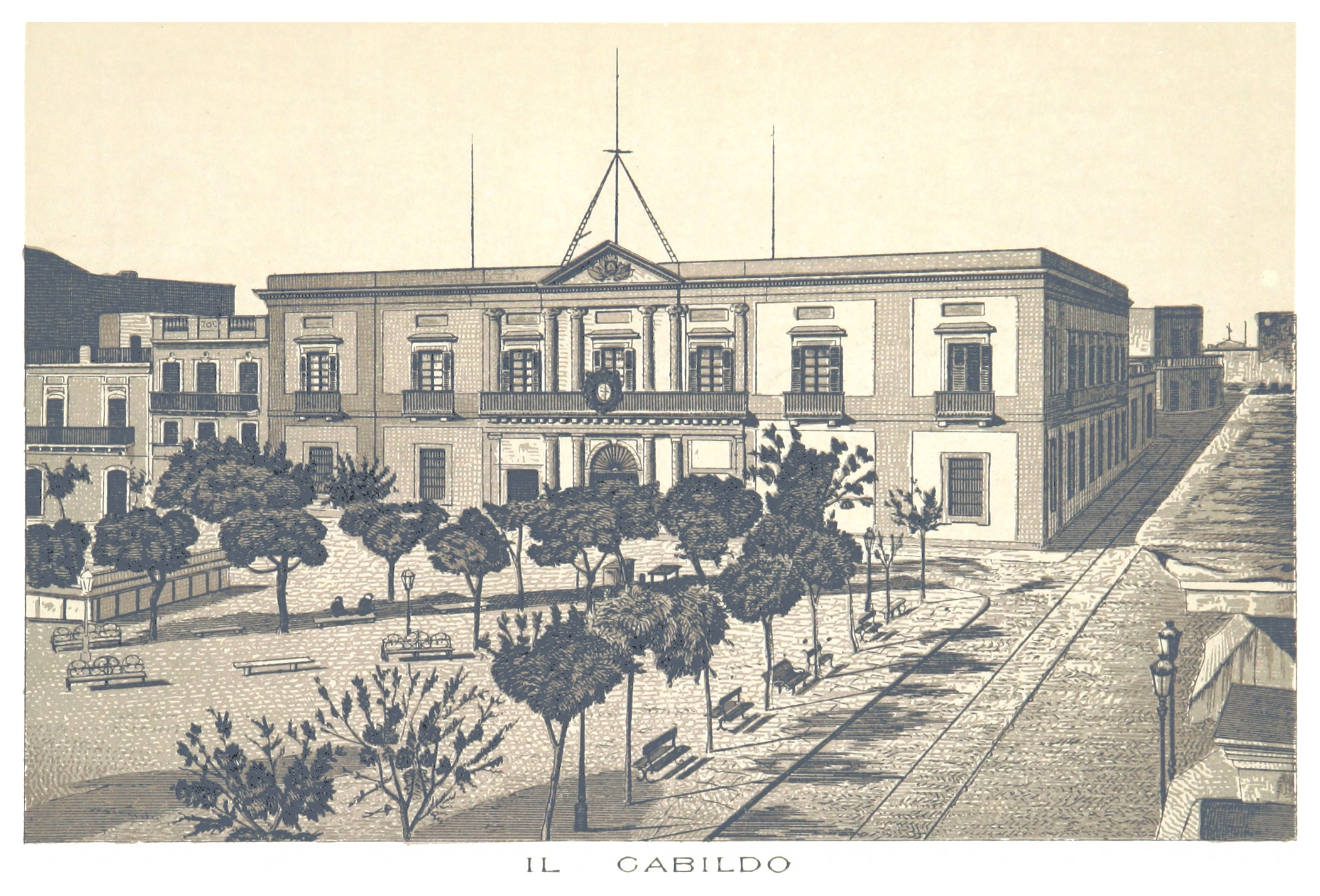
Cabildo de Montevideo, sede del Poder Legislativo hasta 1925.
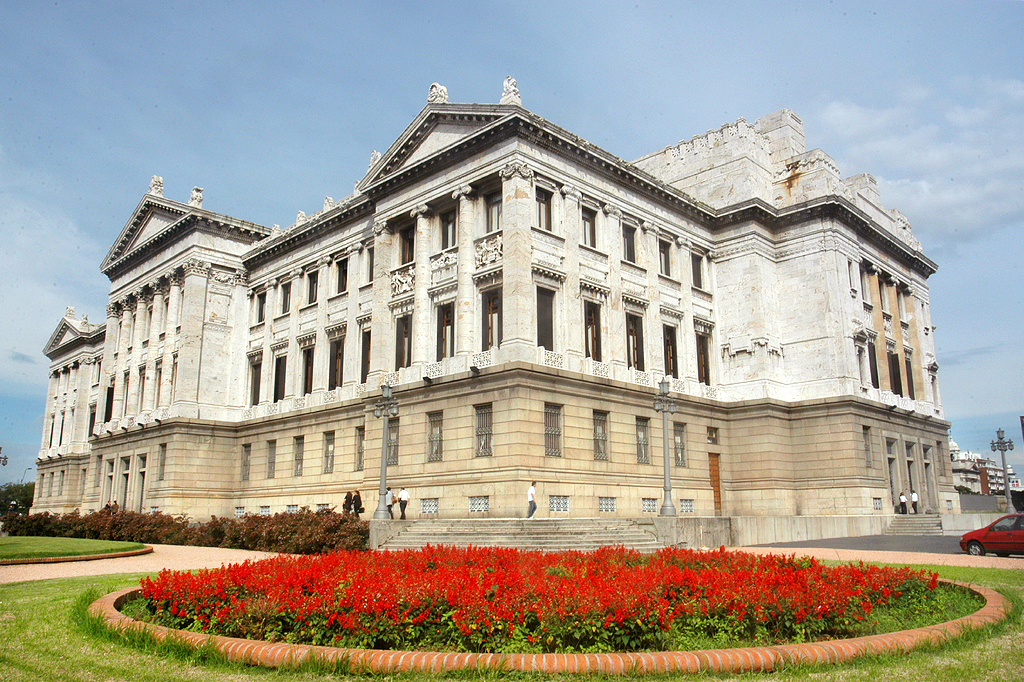
El Palacio Legislativo, desde 1925 es la sede del Poder Legislativo y la Asamblea General.